# Ринтелен, Эмиль фон
Эмиль Отто Пауль фон Ри́нтелен (нем. Emil Otto Paul von Rintelen; 10 января 1897, Штеттин — 24 июня 1981, Дюссельдорф) — немецкий дипломат.

## Биография
Эмиль фон Ринтелен происходил из старинной херфордской семьи и приходился сыном прусскому генерал-лейтенанту Вильгельму Ринтелену (1855—1938), удостоенному наследного дворянства в 1913 году.
В 1921 году Эмиль фон Ринтелен поступил на дипломатическую службу. В 1923 году получил назначение секретарём миссии при посольстве Германии в Париже, в 1929 году стал советником миссии в Варшаве, а в 1936 году был переведён на должность советника в министерство иностранных дел. В 1940 году Ринтелен по карьерным соображениям вступил в НСДАП и получил должности посланника и министериальдиригента в политическом отделе. С 1941 по март 1943 года Ринтелен входил в личный штаб рейхсминистра иностранных дел Иоахима фон Риббентропа. В 1943 году Ринтелен был назначен послом по особым поручениям.
По окончании войны Ринтелен был интернирован американцами, был вызван свидетелем на судебные процессы, но сам по делу Вильгельмштрассе не обвинялся. Впоследствии работал консультантом промышленника Гюнтера Хеле.
С 1926 года Ринтелен был женат на Маргарите Шульте Мёнтинг, дочери промышленника Эрнста Шульте Мёнтинга. У супругов родилось четверо детей.